# サウサンプトン (軽巡洋艦・2代)
| 1937年時の「サウサンプトン」 |                                    |
| 艦歴                         |                                    |
| 発注                         | 1934年5月1日                       |
| 起工                         | 1934年11月21日                     |
| 進水                         | 1936年3月10日                      |
| 就役                         | 1937年3月6日                       |
| 退役                         |                                    |
| その後                       | 1941年1月11日に戦没                |
| 除籍                         |                                    |
| 性能諸元                     |                                    |
| 排水量                       | 基準：9,100トン、 満載：11,350トン |
| 全長                         | 558ft                              |
| 全幅                         | 61' 8"                             |
| 吃水                         | 21' 6"                             |
| 機関                         |                                    |
| 最大速                       | 32ノット                           |
| 乗員                         | 748名                              |
| 兵装                         |                                    |

サウサンプトン (HMS Southampton, C83) は、イギリス海軍のタウン級軽巡洋艦。艦名はイングランド南部の都市サウサンプトンに因む。

## 艦歴
サウサンプトンは1934年11月21日に起工され、1936年3月10日進水。1937年3月6日竣工。本国艦隊の第2巡洋艦戦隊旗艦となり4月7日にカルヴァート少将の将旗を掲げた。5月、ジョージ6世戴冠記念観艦式に参加。
10月、サウサンプトンは内戦中のスペインへ向かった。10月20日、国民戦線の武装トローラーに拘束されたイギリス船Stangroveを保護。10月24、25、26日には避難民を乗せた船を発見し、乗っていた人を収容した。サウサンプトンは11月2日にイギリスに戻った。
1939年5、6月、ジョージ6世とエリザベスがカナダとアメリカを訪問した際、ふたりが乗った船（往路エンプレス・オブ・オーストラリア、復路エンプレス・オブ・ブリテン）を軽巡洋艦グラスゴーとともに護衛した。

### 第二次世界大戦

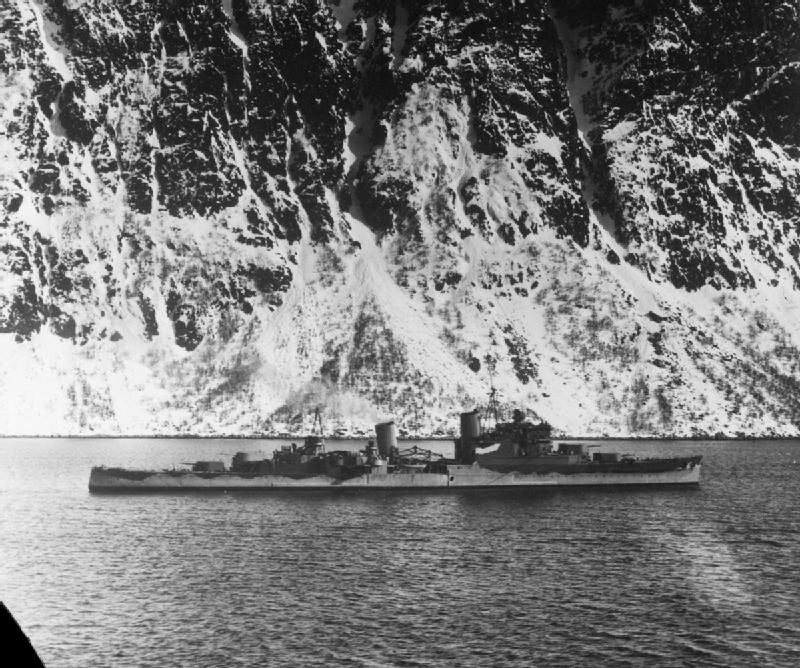
1940年4月にノルウェーのフィヨルドで撮られた「サウサンプトン」。

開戦の日は北海で哨戒中であった。1939年9月後半、サウサンプトンを含む第2巡洋艦戦隊の巡洋艦4隻と駆逐艦6隻は損傷した潜水艦スピアフィッシュの救援に出撃した。10月9日、軽巡洋艦エディンバラ、グラスゴーとともに行動中、ノルウェーのスタヴァンゲル南西沖でドイツのHe111爆撃機による攻撃を受けたが、損害はなかった。10月16日、ロサイスでHe111による攻撃で500ポンド爆弾1発が命中。不発であったものの死者1人、重傷者3人を出した。11月、ドイツ巡洋戦艦2隻により仮装巡洋艦ラワルピンディが撃沈されると、サウサンプトンもドイツの巡洋戦艦捜索に出撃した。1940年2月、第18巡洋艦戦隊所属となる。
サウサンプトンはノルウェー作戦に参加し、6月にはアルファベット作戦（ノルウェー北部からの撤退）に参加。

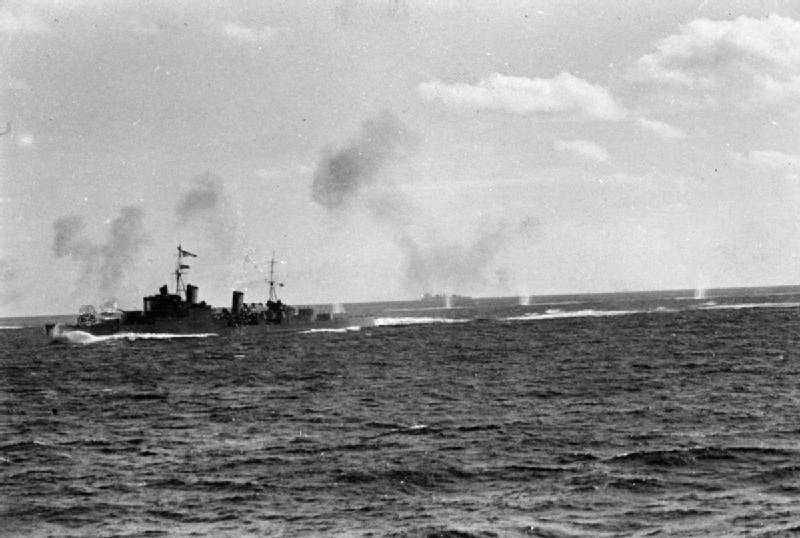
1940年に地中海でスパルティヴェント岬沖海戦中に僚艦シェフィールドから撮られたサウサンプトン

1940年11月、カラー作戦に参加。兵員を乗せたサウサンプトンとマンチェスターは他の艦艇と共に船団を護衛してジブラルタルから地中海を東へ向かった。27日に迎撃に出てきたイタリア艦隊との間でスパルティヴェント岬沖海戦が発生した。11月30日にアレクサンドリアに到着し、第7巡洋艦戦隊に加わった。しかし、二日後には出港し、スエズ運河を通過した。12月18日にモザンビーク海峡でWSB4船団と合流し船団を護衛して北上したが、アレクサンドリアへ戻るよう12月25日に命じられた。また、12月にはキスマヨ砲撃も行っている。
1941年1月1日、第3巡洋艦戦隊に編入された。1月、エクセス作戦に参加したサウサンプトンは軽巡洋艦グロスターと共にマルタへ兵員を輸送した。8日にマルタに到着した両艦はジブラルタルから来る船団を護衛するために数時間後には再び出港した。11日、サウサンプトンはシチリア島沖でイタリア王立空軍の急降下爆撃隊から攻撃を受け少なくとも2発の爆弾が命中して大破、軽巡洋艦グロスターとオライオンの魚雷で処分された。